# Mélité (dème)
Pour les articles homonymes, voir Melite (homonymie).
Le Mélité (Μελίτη / Melitē) est un ancien dème de l'Athènes antique, en Attique. Le Mélité était l'une des démos les plus peuplées et abritait de nombreux notables, tels que Thémistocle, qui a construit un temple d'Artémis Aristobule près de chez lui, ainsi que Callias et Phocion. Les citoyens étaient les Meliteus (Μελιτεύς),.

## Personnalités notables
- Thémistocle
- Callias
- Phocion
- Phanostratê